# Pseudosinella octopunctata
Pseudosinella octopunctata is een springstaartensoort uit de familie van de Entomobryidae. De wetenschappelijke naam van de soort is voor het eerst geldig gepubliceerd in 1901 door Börner.